# Checkers

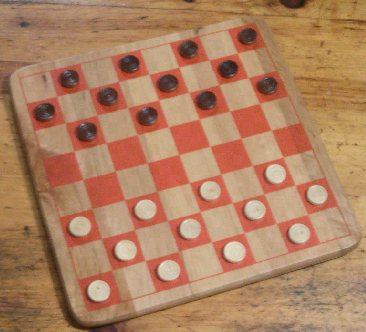

Checkers is een variant van het damspel dat op een bord met 8x8 velden (het kleine bord) gespeeld wordt met elk twaalf schijven en waar zwart begint. Het wordt vooral in Angelsaksische landen gespeeld. In Groot-Brittannië en Ierland wordt het English draughts genoemd, in de Verenigde Staten en Canada heet hetzelfde spel checkers.
Op 19 juli 2007 maakte de Canadese professor Jonathan Schaeffer van de Universiteit van Alberta bekend dat het spel door beide partijen bij goed spel remise kan worden gehouden. Hij had hiertoe jarenlange berekeningen gemaakt en ontwikkelde daarmee een strategie die altijd minstens tot remise moet leiden. Deze strategie is geïmplementeerd in het checkers-computerprogramma Chinook.

## Spelregels
De regels hebben veel overeenstemming met internationaal dammen. Echter, er zijn enige uitzonderingen, o.a.:
- Zwart begint.
- Een schijf mag alleen voorwaarts slaan.
- Een dam mag bij het zetten slechts één veld voorwaarts of achterwaarts.
- Een dam mag voorwaarts en achterwaarts slaan, maar alleen over een schijf of dam op een naastliggend veld. Na het slaan moet de dam stoppen op het veld direct achter de schijf of dam die geslagen wordt.
- Meerslag gaat niet voor een enkele slag: men kan kiezen.

## Checkers in Nederland
In 1944 propageerde Rich. A. Hoogland in zijn boekje "Checkers - Het moderne Damspel" een damspel op het kleine bord dat veel overeenkomst heeft met de Amerikaanse vorm. Echter in tegenstelling tot de Amerikaanse variant begint wit, mogen dammen zich over meerdere velden bewegen, is meerslag verplicht, waarbij geen verschil in dam of schijf wordt gehanteerd, en mogen dammen elkaar ook in horizontale en verticale richting slaan.
Zelf schrijft Hoogland: "Partijen gespeeld in checkers op een bord van 64 velden zijn zoo rijk aan variaties en de winstgangen aan zulke subtiele mogelijkheden onderhevig, dat men nu wel zeggen kan, dat na eeuwenlange omzwervingen op de aarde, eindelijk het volmaakte is bereikt."